# Rudolf I. von Praunheim
Rudolf I. von Praunheim (erwähnt ab 1250; † 1273) aus der Familie der Ritter von Praunheim war durch Heirat Gründer des Familienzweigs der Reichsschöffen von Praunheim.

## Familie
Sein Vater war Heinrich I. von Praunheim, Reichsschultheiß von Frankfurt am Main, seine Mutter Adelheid von Echzell.
Rudolf I. heiratete mit Richilde, einer Tochter des Patriziers Heinrich von Knoblauch, standesgemäß. Mindestens ein Sohn, zwei Enkel und ein Urenkel von ihm waren – wie er selbst – später am Reichsgericht in Frankfurt als Schöffen tätig und tragen aus dieser Funktion heraus Beinamen wie „der Gute“ oder „der Weise“.

## Politik
Rudolf I. unterstützte seinen Bruder, den Reichsschultheißen Wolfram II. Er war Schöffe am Reichsgericht in Frankfurt am Main. Er erwarb sich ein Stammgut in Sachsenhausen, das von ihm und seinen Nachkommen bewohnt wurde. Im Gegensatz zu der Reichsschultheißen-Linie, die sein Bruder Wolfram II. begründete, nahmen er und seine Nachkommen zwar im Reichsgericht, nicht aber in der städtischen Politik oder der des Deutschen Reiches eine prominente Rolle ein.